# Gomk
Gomk (en arménien Գոմք )est une communauté rurale du marz de Vayots Dzor, en Arménie. Comprenant également les localités d'Akhta et de Kapuyt, elle compte 271 habitants en 2008.